# Геруп
Геруп (нім. Hörup) — громада в Німеччині, розташована в землі Шлезвіг-Гольштейн. Входить до складу району Шлезвіг-Фленсбург. Складова частина об'єднання громад Шаффлунд.
Площа — 18,15 км2. Населення становить 627 ос. (станом на 31 грудня 2020).